# Éloyes
Éloyes település Franciaországban, Vosges megyében. Lakosainak száma 3117 fő (2022. január 1.). Éloyes Jarménil, Pouxeux, Saint-Étienne-lès-Remiremont, Saint-Nabord, Tendon és Xamontarupt községekkel határos.

## Népesség
A település népességének változása:
| Lakosok száma | 3286 | 3265 | 3304 | 3180 | 3137 | 3122 | 3110 | 3099 | 3117 |
|               | 2013 | 2015 | 2016 | 2017 | 2018 | 2019 | 2020 | 2021 | 2022 |